# 莫尔济讷
莫尔济讷（法語：Morzine，法語發音：[mɔʁzin]）是法国上萨瓦省的一个市镇，属于托农莱班区。

## 地理
莫尔济讷（46°10'48"N, 6°42'33"E）面积44.1 平方千米，位于法国奥弗涅-罗讷-阿尔卑斯大区上萨瓦省，该省份为法国东部省份，历史上为薩伏依的一部分，北与瑞士接壤，西接安省，南至萨瓦省，东与瑞士和意大利接壤。
与莫尔济讷接壤的市镇（或旧市镇、城区）包括：拉科特达尔布罗、埃塞尔罗芒、莱热、蒙特里永、萨莫安、尚佩里。

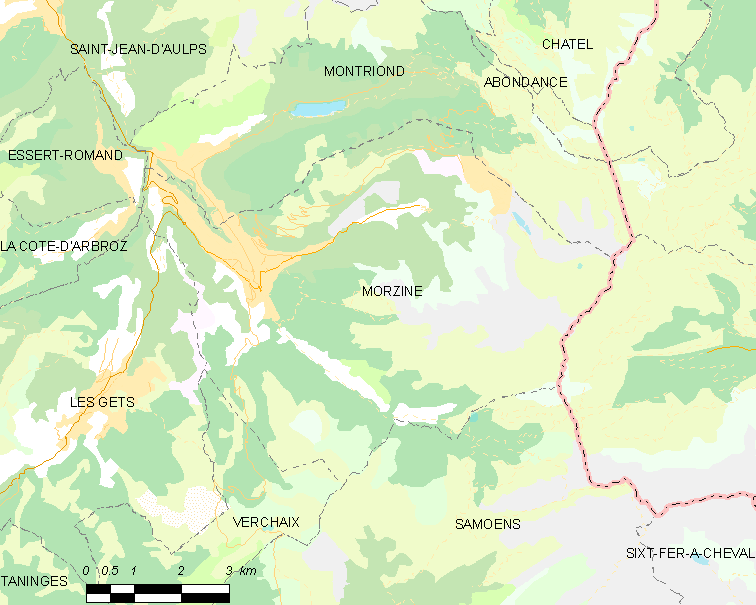
莫尔济讷的OSM定位图

莫尔济讷的时区为UTC+01:00、UTC+02:00（夏令时）。

## 行政
莫尔济讷的邮政编码为74110，INSEE市镇编码为74191。

## 政治
莫尔济讷所属的省级选区为埃维昂莱班县。

## 人口

1962-2008年间莫尔济讷人口变化图示

莫尔济讷于2022年1月1日时的人口数量为2661人。